# Gusakovec
Gusakovec is een plaats in de gemeente Gornja Stubica in de Kroatische provincie Krapina-Zagorje. De plaats telt 229 inwoners (2001).